# Jacques Sabon
Jacques Sabon (Lyon, 1535 — Frankfurt-am-Main, 1590) foi fundidor de tipos para imprensa. Trabalhou com Christian Egenolff em Frankfurt em 1555 e Christophe Plantin de Antuérpia em 1565. Sua presença em Frankfurt deve-se a razões econômicas ou por questões religiosas, pois Sabon era protestante. Ele está associado à criação de tipos romanos que foram desenvolvidos por Claude Garamond e outros.
Com a morte de Garamond, Plantin e Sabon adquiriram parte de sua coleção de tipos de impressão. Após a morte de Sabon, sua viúva Judith Egelnolff se casou com o impressor de Frankfurt, "Conrad Berner", que em 1592 criou uma das primeiras produções de tipo para uma grande clientela de impressores.